# Beatrix von Franzien

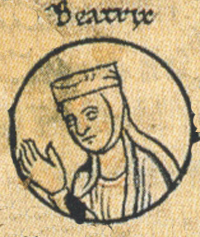
Abbildung Beatrix von Franzien in der Chronica regia Coloniensis

Beatrix von Franzien, auch Beatrix von Paris, (* um 938; † 23. September nach 987) war als Gräfin von Bar und Herzogin von Lotharingen nach dem Tod Friedrichs I. Regentin für ihren minderjährigen Sohn Dietrich. Sie war eine Tochter Hugos des Großen und Hadwigs von Sachsen, Schwester von Hugo Capet und Nichte von Otto I.

## Leben
Beatrix heiratete 954 im Alter von 16 Jahren den 25 Jahre älteren Friedrich I., Herzog von Oberlothringen aus dem Geschlecht der Wigeriche. Nach dem Tod ihres Gemahles im Jahr 978 übernahm Beatrix von Franzien offiziell bis zum Jahr 980 die Regentschaft für ihren noch minderjährigen Sohn Dietrich. Die Regierungsgeschäfte führte sie allerdings bis 987 fort. Noch 983 reiste sie zum Hoftag Ottos II. nach Verona.

## Kinder
Kinder von Friedrich und Beatrix waren:
- Heinrich, 957–972 bezeugt, † vor 978
- Adalbero, 962 bezeugt, † 14. Dezember 1005, 984 Bischof von Verdun, 984 Bischof von Metz, stiftet die Abtei St. Symphorien in Metz, begraben in Metz
- Dietrich I. von Bar, 972 bezeugt, † 11. April 1027/33, 978 Herzog von Oberlothringen, Herr von Amance; ⚭ Richilde, wohl Tochter der Folmar I. von Graf von Metz und Graf im Bliesgau.